# Monique (Sängerin)
Monique (* 14. Oktober 1977 in Bern; eigentlich Monique Hürner) ist eine Schweizer Sängerin von volkstümlichen Schlagern.

## Leben
Monique wuchs in Bern auf und lernte im Kindesalter das Akkordeonspiel. Daneben spielte sie Pauke in einer Guggenmusik und musizierte mit dem Keyboard.
Mit dem Titel Die kleinen Wunder dieser Welt erreichte sie Platz 11 beim Grand Prix der Volksmusik 1997. Beim Grand Prix der Volksmusik 1999 siegte sie mit dem Titel Einmal so, einmal so. Im Folgejahr moderierte sie zusammen mit dem Sänger Leonard sowohl die schweizerische Vorentscheidung als auch das internationale Finale des Grand Prix der Volksmusik 2000. Auch 2001 stand sie wieder an der Seite von Leonard als Moderatorin der schweizerischen Vorentscheidung vor der Kamera.
Monique ist häufiger Gast bei volkstümlichen Fernsehsendungen. 2011 trat sie mit Kinderliedermacher Roland Zoss und der Maus Jimmy-Flitz erstmals mit volkstümlichen Mundartliedern auf.
2009 moderierte sie gemeinsam mit Sascha Ruefer die Starnacht aus der Jungfrauregion live aus Interlaken. Diese Sendung wurde live im SRF 1 und im ORF ausgestrahlt. 2010 waren die beiden als Co-Moderationsduo zu Gast bei der Starnacht am Wörthersee. Gemeinsam mit Alfons Heider führten sie durch die Sendung. Im November 2010 wurde erneut die Sendung Starnacht aus der Jungfrau Region zum letzten Mal live aus Interlaken präsentiert von Sascha Ruefer und Monique.
2011 gewann Monique den Prix Walo in der Kategorie «Publikumsliebling».

## Diskografie
- 1999: Einmal so, einmal so
- 2000: Mamma mia
- 2003: Die Farben der Liebe
- 2003: Leben, einfach leben
- 2004: Mein ganzes Glück
- 2007: Ich bin die glücklichste Frau
- 2009: Wenn schweigen spricht
- 2010: Meine schönsten Hits
- 2011: Ich steh’ im Leben
- 2020: Kuss
- 2022: Herzanziehungskraft